# 區凱琳
區凱琳（英語：Au Hoi Lam, 1978年—）是一個香港畫家。她贏取了不少獎項，例如：2000年諾基亞藝術獎以及2013年香港藝術發展獎項 – 青年獎項（視覺藝術）。

## 生平
1978年出生於香港，曾於香港中文大學修讀哲學系文學士以及博士。在2014年，她推出了她的目錄區凱琳圖畫手記，以及在火炭開辦了她的工作室“Tone Quarters”。她於2010年與曾翠薇，AMA和潘蔚然在火炭開辦了工作室“Qiáng”。她是一位香港中文大學的美術系兼職講師。

## 藝術成就
1999年，區凱琳在逸夫書院舉辦第一個繪畫作品個人展覽。 其後她再於香港有數個個人展覽，並且被選中在上海當代藝術館展出——地軸轉移，香港藝術家對香港回歸十週年的回想。她曾於香港及南韓有團體展覽。區凱琳的作品被亞洲藝術文獻庫所記錄。在2006年，區凱琳於香港中央圖書館演出作品“When Words are Sweet...”，此作品被啟發自管道昇。
區凱琳的繪畫風格非常精緻，她的作品通常需要很長時間才完成，她的繪畫作品—Handkerchief 86400顯示出他一絲不苟的繪畫方式，此作品的特色是那86,400塊的彩色小方格，這些小方格來自於每天的1秒上色時間。她的象徵作品好像孩童的畫作，經常使用褪色，蒼白的顏色。區凱琳還會製作的掛飾的混合媒體藝術作品，題材主要為自傳或記錄家庭重要活動。作品包括區凱琳：爸爸出海去。, 其中區凱琳混合繪畫及裝置藝術創作以回應他父親的疾病和死亡，以及其他地方（2011），揭示了她女兒的秘密誕生。
區凱琳的畫作已被香港藝術館收藏。